# Djupsjön (Kyrkhults socken, Blekinge, 625484-142025)
Djupsjön är en sjö i Olofströms kommun i Blekinge och ingår i Skräbeåns huvudavrinningsområde.